# Stictopisthus crenatus
Stictopisthus crenatus är en stekelart som beskrevs av Dasch 1971. Stictopisthus crenatus ingår i släktet Stictopisthus och familjen brokparasitsteklar. Inga underarter finns listade i Catalogue of Life.